# Заболотье (Поставский район)
Заболотье (бел. Забалоцце) — деревня в Новосёлковском сельсовете Поставского района Витебской области Белоруссии.

## География
Деревня расположена рядом с трассой Р-45 Полоцк — Вильнюс. В 14 км от города Поставы и в 13 км от центра сельсовета. В окрестностях деревни протекает река Лучайка.

## История
В 1781 году деревня впервые упоминается в метрических книгах Лучайского костела.
«Заблоцья. 4 мая 1781 года ксендз Михаил Новоселецкий освятил брак Константина Литвиненка и Катарины Татарчуковны из д. Пуховки. Свидетели: Иван Куницкий и Александр Литвиненок».
С 1842 года в составе Маньковичской волости Вилейского уезда Виленской губернии.
В 1905 году — 240 жителей, 247 десятин земли.
В результате советско-польской войны 1919—1921 гг. деревня оказалась в составе Польши (II Речь Посполитая). Административно деревня входила в состав Лучайской гмины Дуниловичского повета Виленского воеводства.
B 1921 — 30 дворов, 151 жителей.
B 1931 — 36 дворов, 176 жителей.
В сентябре 1939 года Заболотье было присоединено к БССР силами Белорусского фронта РККА.
4 декабря 1939 года деревня вошла в состав Дуниловичского района Вилейской области БССР.
С 15 января 1940 года — в Савичском сельсовете Поставского района.
В 1941 года — 35 дворов, 155 жителей.
В 1964 году — 26 дворов, 81 житель.
С 17 мая 1985 года — в Лукашовском сельсовете.
С 24 августа 1992 года — в Новосёлковском сельсовете.
В 2001 году — 13 дворов, 17 жителей, в колхозе имени Суворова.